# Ањања
Ањања (Anyanya) је била сепаратистичка побуњеничка војна организација у Јужном Судану која је учествовала у борбама током Првог и Другог суданског грађанског рат. Њено име на мади језику значи „змијски отров“. Ањања је била једна од пописница мировног Споразума у Адис Абеби, којим је окончан Први судански грађански рат 1972. године. Током Другог грађанског рата основан је Народни покрет за ослобођење Судана (1983) што је довело до међусобних сукоба између ове две органозације. Епилог је био пораз Ањање и прелазак бројних њених чланова у редове покрета.